# Phrynoglossus swanbornorum
Phrynoglossus swanbornorum — вид жаб родини Dicroglossidae. Описаний у 2021 році.

## Етимологія
Видова назва swanbornorum вшановує членів родини Свонборн, які є щедрими спонсорами і прихильниками зусиль організації Creative Conservation Alliance щодо збереження природи.

## Поширення
Ендемік Бангладеш. Трапляється на південному сході країни в заповіднику дикої природи Чунаті в районі Читтагонг на висоті 33 м і заповіднику Текнаф в районі Кокс-Базар на висоті 26 м. Населяє лише низовинні, прибережні, змішані вічнозелені ліси. Спостерігався біля лінтичних водойм під густим пологом лісу і був відсутній на навколишніх сільськогосподарських полях і деградованих лісах.

## Опис
Самці завдовжки 23–28 мм, самиці - 30,5 мм. Коричнева спинка переходить на боках у коричнево-сіру з чорними цятками, зосередженими навколо розсіяних горбків, носових залоз, рота та над очима. Нижня частина однорідна кремово-біла, стає коричневою з білими крапками та групами дрібних темно-сірих цяток у гулярній ділянці.